# ناحیه بودر، شهرستان داگلاس، ایلینوی
ناحیه بودر (به انگلیسی: Bowdre Township) یک منطقهٔ مسکونی در ایالات متحده آمریکا است که در شهرستان داگلاس، ایلینوی واقع شده‌است. ناحیه بودر ۱۹۴ متر بالاتر از سطح دریا واقع شده‌است.